# Arbeitsministerium (Japan)
Das Arbeitsministerium (japanisch 労働省 Rōdō-shō) war von 1947 bis 2001 ein Ministerium der japanischen Nationalregierung. Die im Kaiserreich ursprünglich beim Innenministerium angesiedelte, seit den 1930er Jahren ins Sozialministerium ausgegliederte Zuständigkeit für Arbeit wurde 1947 beginnend mit dem Kabinett Katayama in ein eigenes Ministerium ausgegründet. Es bestand bis 2001, als es bei der Restrukturierung der Zentralregierung wieder mit dem Gesundheits- und Sozialwesen im neuen Sozial- und Arbeitsministerium gebündelt wurde.